# Acéfalos
Acéfalos (em latim: Acephali; do grego a-, "sem", e kephalos, "cabeça") é um termo aplicado a qualquer seita que não tem líder ou "cabeça".

## Usos

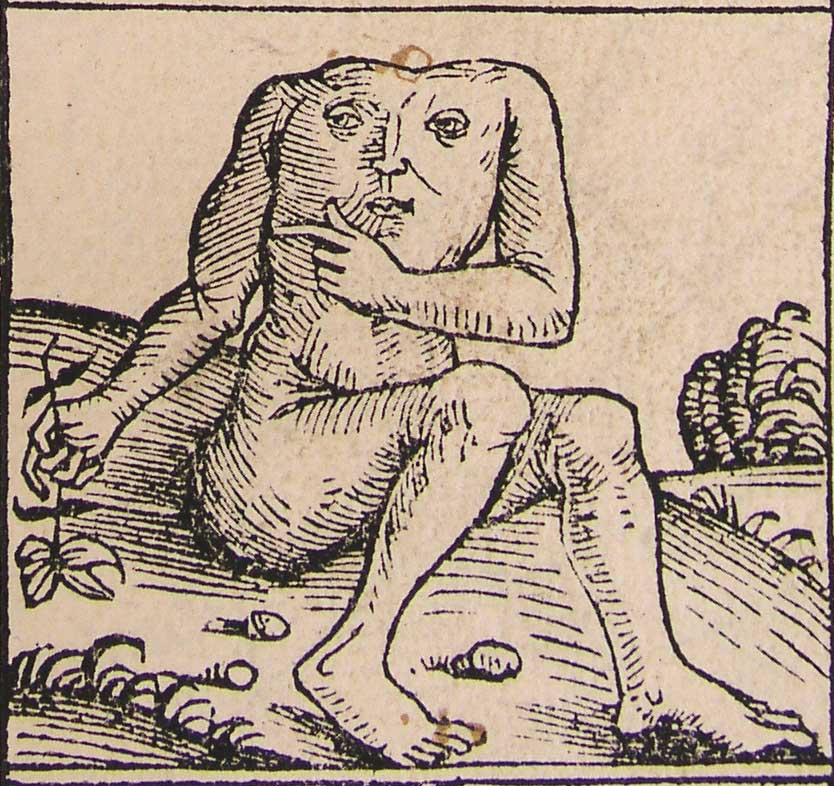
Um blêmio, tal com descrito por Plínio, o Velho

De forma mais comum, o termo se refere à seita estritamente monofisista que se separou da Igreja Católica no século V, a partir do reinado do patriarca de Alexandria Pedro Mongo, e que permaneceu "sem rei ou bispo" (uma alusão ao patriarca) até a reconciliação, sob Marcos II (799–819).
Outros usos incluem:
- Os Clérigos vagantes (clerici vagantes), ou seja, os clérigos sem título ou benefício, vivendo como possível. Algumas pessoas na Inglaterra durante o reinado de Henrique I eram assim chamadas por não terem terras e nem reconhecerem nenhum lorde como seu superior.[1]
- O nome também é utilizado pelos antigos naturalistas para designar algumas raças lendárias que, supostamente, viviam na Líbia, não tinham cabeça, com os olhos e a boa localizados no peito, geralmente identificadas com os "blêmios" de Plínio, o Velho.[2]